# مورياما-كو
مورياما-كو (باليابانية: 守山区) هو حي في اليابان، يقع في ناغويا، بلغ عدد سكانه 174,897 نسمة وذلك حسب إحصائيات سنة 2017، تبلغ مساحته 33.99 كيلومتر مربع.